# Hagen Liebeheim
Hagen Liebeheim (* 15. Juli 1962; † 19. Mai 2013) war ein deutscher Fußballspieler, der 1982 für die Betriebssportgemeinschaft (BSG) Chemie Böhlen in der DDR-Oberliga, der höchsten Spielklasse im DDR-Fußball, aktiv war.

## Sportliche Laufbahn
In seiner kurzen Karriere im DDR-weiten Fußballspielbetrieb bestritt Hagen Liebeheim ein Oberligaspiel und 17 Spiele in der zweitklassigen DDR-Liga, in der er zweimal zum Torerfolg kam. Seinen Einstand in den oberen Fußball-Ligen gab Liebeheim im Alter von 20 Jahren am 7. Spieltag der Oberligasaison 1982/83 als Einwechselspieler in der Begegnung Chemie Böhlen – FC Rot-Weiß Erfurt (0:1). Daneben wurde er in den Spielen der Nachwuchsoberliga eingesetzt. Als Absteiger spielte Chemie Böhlen 1983/84 in der DDR-Liga und nahm Liebeheim als Abwehrspieler in das Aufgebot der 1. Mannschaft auf. In den 22 Ligaspielen kam dieser dreimal zum Einsatz und erzielte sein erstes Tor im höherklassigen Fußball. 1984/85 wurde die DDR-Liga von fünf auf zwei Staffeln reduziert, und es mussten jeweils 34 Punktspiele ausgetragen werden. Liebeheim kam zwölf Mal zum Einsatz und kam erneut zu einem Torerfolg. Seine letzte Spielzeit in Böhlen bestritt Liebeheim 1985/86, in der er in neun DDR-Liga-Spielen aufgeboten wurde, diesmal aber kein Tor schoss. Danach tauchte er erst 1988/89 wieder in der DDR-Liga auf, als er für die BSG Motor Grimma spielte. Nachdem er dort dreimal eingesetzt worden war, verschwand er anschließend aus den oberen Ligen. Später war er unter anderem längere Zeit Trainer beim unterklassigen Verein Sportfreunde Neukieritzsch.